# Hán phục
Hán phục (giản thể: 汉服; phồn thể: 漢服; bính âm: Hànfú) là trang phục truyền thống của người Hán, xuất hiện lần đầu vào thiên niên kỷ thứ 2 TCN. Một số mẫu Hán phục điển hình có thể kể đến như nhu quần, bối tử, thâm y và mã diện quần.
Một bộ Hán phục hoàn chỉnh được chia ra làm ba phần chính là tiết y, trung y và ngoại y. Kết cấu của một bộ Hán phục truyền thống gồm có thượng y hạ quần, nghĩa là "trên áo dưới váy". Trong đó, y (áo) thường là áo giao lĩnh, viên lĩnh, đối khâm,... gọi chung là bào phục; phần phía dưới thường là quần (váy) hoặc khố (quần), ví dụ váy mã diện, váy tề hung. Hán phục trên thực tế không đơn thuần chỉ có mỗi phần trang phục mà thường còn bao gồm các phối sức đi kèm như quan, mão (mũ đội), hài (giày), đai, ngọc bội và quạt tay.
Ngày nay, trào lưu mặc Hán phục phát triển mạnh mẽ và cực kỳ thu hút giới trẻ Trung Quốc và cộng đồng Hoa kiều ở hải ngoại. Thông qua tác động của văn hóa Hán đến các quốc gia trong khu vực văn hóa Đông Á, Hán phục cũng ít nhiều ảnh hưởng đến trang phục truyền thống của các nước lân cận, bao gồm Hanbok của Hàn Quốc, Kimono của Nhật Bản và Việt phục của Việt Nam. Ở một mức độ nào đó, Hán phục cũng ảnh hưởng đến một số yếu tố trong thời trang phương Tây, đặc biệt là những yếu tố chịu ảnh hưởng của thời trang Chinoiserie, do sự phổ biến của trào lưu mô phỏng nghệ thuật Trung Quốc ở châu Âu kể từ sau thế kỷ 17.

## Trích dẫn
1. ↑  Steele 1999, tr. 24.
2. ↑  China Daily (ngày 4 tháng 9 năm 2019). "Hanfu market grows across China". China Daily. Truy cập ngày 31 tháng 1 năm 2021.
3. ↑  Rovai 2016, tr. 52.